# Darío Zárate
Darío Jesús Zárate (Córdoba, provincia de Córdoba, Argentina, 22 de mayo de 1977), exfutbolista argentino. Jugaba de mediocampista y se retiró en el Flor de Ceibo de Oncativo de Argentina.

## Trayectoria
Comenzó su carrera en Belgrano de Córdoba en 1997, En 2002 pasó al equipo de Mataderos, Nueva Chicago, en 2003 volvió a Belgrano de Córdoba, en 2004 pasó al recién ascendido Racing de Córdoba de esta manera desciende al Argentino A perdiendo en los playoffs ante Aldosivi, en 2005 se incorporó  a otro equipo de la ciudad de Córdoba, Talleres, en 2006 fue contratado a Defensa y Justicia, En 2007 jugó para Aldosivi y en 2008 volvió a Defensa.
En julio de 2009 viaja a Colombia para ser parte del América de Cali En el mes de noviembre sale junto a otros 17 futbolistas del club. En enero de 2010 regresa a su país para jugar con el 9 de julio de Rafaela. y al mismo año en Flor de Ceibo de Oncativo.

## Clubes
| Equipo                    | País      | Año       |
| ------------------------- | --------- | --------- |
| Belgrano de Córdoba       | Argentina | 1997-2002 |
| Nueva Chicago             | Argentina | 2002-2003 |
| Belgrano de Córdoba       | Argentina | 2003-2004 |
| Racing de Córdoba         | Argentina | 2004-2005 |
| Talleres de Córdoba       | Argentina | 2005-2006 |
| Defensa y Justicia        | Argentina | 2006-2007 |
| Aldosivi                  | Argentina | 2007-2008 |
| Defensa y Justicia        | Argentina | 2008-2009 |
| América de Cali           | Colombia  | 2009      |
| 9 de julio de Rafaela     | Argentina | 2010      |
| Flor de Ceibo de Oncativo | Argentina | 2010-2011 |